# Frenzal Rhomb

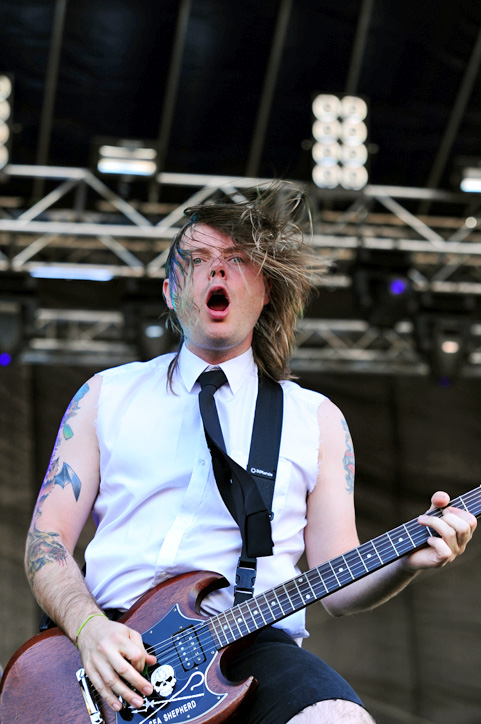
Lindsay McDougall (2010)

Frenzal Rhomb ist eine australische Skatepunk- bzw. Melodycore-Band, die 1991 gegründet wurde. Sie veröffentlichte einen Großteil ihrer Alben in den Vereinigten Staaten über Fat Wreck Chords. In ihrer Bandgeschichte waren sie bereits Vorband zahlreicher Punkgrößen, wie zum Beispiel The Offspring, Bad Religion und blink-182. In Australien ist die Band sehr erfolgreich und auch in den Charts vertreten.

## Bandgeschichte
1992 wurde Frenzal Rhomb von den beiden Schulfreunden Jason Whalley und Bassist Lex Feltham in Newtown, einem Vorort von Sydney gegründet. Der Bandname ist eine Verballhornung des Fresnelschen Parallelepiped (engl.: „Fresnel rhomb“). Mit Bruce Baybrooke (Schlagzeug) und Ben Costello wurde das Line-up komplett.
Die erste Extended Play mit dem neuen Schlagzeuger Karl Perske erschien 1994 mit dem Titel Dick Sandwich. Durch die Berichterstattung von Roger Climpson, über den sie ein Lied geschrieben haben und mit dem sie anschließend für ein Promobild posierten, kam die Band ins Fernsehen, wo sie allerhand Unsinn anstellte, der sie in der australischen Fernsehlandschaft bekannt machte. So bewarfen sie Moderatoren mit Kuchen, ersetzen Fluchwörter, die überpiept wurden, mit Schrifttafeln oder spielten Lieder wie Get Fucked You Fucken Fuckw’it. Im gleichen Jahr traten sie als Vorband für NOFX auf deren Australien-Tour auf. Deren Sänger Fat Mike war sehr angetan von der Band und veröffentlichte deren EP in den Vereinigten Staaten. So entstand eine langjährige Partnerschaft. Fast alle Alben wurden von Fat Wreck Chords in den Vereinigten Staaten veröffentlicht. 1995 erschien das Debütalbum Coughing Up a Storm auf Shock Records. Ein Jahr später stieg Ben Costello aus, um sich auf sein Studium vorzubereiten, und wurde durch Lindsay McDougall ersetzt.
Nach dem Album Not So Tough Now folgt mit dem dritten Album Meet the Family der Durchbruch. Es verkaufte sich weltweit 30.000 mal. Der Nachfolger A Man’s Not a Camel kann diesen Erfolg mit 60.000 Einheiten noch toppen. 1998 beteiligte sich die Band an der Vans Warped Tour in den Vereinigten Staaten. Die Band unterschrieb anschließend bei Sony Music Entertainment in Australien und veröffentlicht dort das Album Shut Your Mouth, trennt sich danach jedoch wieder von Sony. Mit Sans Souci kehrt die Band wieder auf Independent-Labels zurück. Tom Crease ersetzte ab diesem Album Alexis Feltham am Bass. Das Album erschien 2003 bei Epitaph Records. 2004 folgt eine Kompilation mit raren und unveröffentlichten Stücken unter dem Titel For The Term of Their Unnatural Lives. Es umfasst die erste EP und das erste Album sowie eine Reihe weiterer Stücke.
Nach dem Album Forever Malcolm Young, das auf den bekannten AC/DC-Gitarristen Malcolm Young und das Lied Forever Young anspielte, pausierte die Band bis 2008. Anschließend unterschrieb sie bei Fat Wreck Chords, wo 2011 Smoko at The Pet Food Factory erschien.

## Stil
Frenzal Rhomb spielen schnellen Melodypunk mit Pop-Harmonien, der an ähnliche US-amerikanische Künstler wie NOFX erinnert. Die Einflüsse aus der amerikanischen Skatepunk-Szene sind offenkundig und zeigen sich auch in den humoristischen Texten der Band, die zwar auch politische Themen umfassen, diese jedoch lustig aufbereiten zu versuchen.
NOFX-Frontmann Fat Mike, der über sein Label Fat Wreck Chords einige Alben der Band veröffentlicht hat, nannte das Album Sans Souci das viertliebste, welches er über sein Label vertrieben hat und äußerte sich zur Musik der Band:

“Frenzal Rhomb are the most underrated band on the label […]. People say they are the Australian NOFX but they are funnier than us, and they're amazing musicians, and they write fucking amazing songs.”

„Frenzal Rhomb sind die unterbewertetste Band auf dem Label […]. Die Leute behaupten, sie wären die australischen NOFX, dabei sind sie lustiger als wir und sie sind fantastische Musiker und schreiben verdammt fantastische Songs.“

Die Band besteht aus Veganern und unterstützt diverse Projekte. Unter anderem traten sie auf dem Say Yes to Taiwan-Konzert auf, das für ein freies Taiwan wirbt.

## Weitere Projekte
Lindsay McDougall und Jason Whalley moderierten als „Jay and the Doctor“ eine Morgenshow auf Triple J. Ironischerweise wurde die eigene Band eine Zeitlang von dem Rundfunksender wegen ihrer anzüglichen Texte verbannt und zensiert. 2010 bekam Lindsay Dougall seine eigene Nachmittags-Show. McDougall gab 2004 die Kompilation Rock Against Howard heraus, die sich gegen den australischen Premierminister John Howard richtete und von der ähnlich gelagerten Kompilationsreihe Rock Against Bush inspiriert wurde. Auf 2 CDs versammelten sich 34 australische Künstler wie Bodyjar, Something for Kate, David Bridie, Peabody und The Resin Dogs.

## Diskografie

### Alben
| Jahr | Titel Musiklabel                                                      | Höchstplatzierung, Gesamtwochen, AuszeichnungChartsChartplatzierungen (Jahr, Titel, Musiklabel, Platzierungen, Wochen, Auszeichnungen, Anmerkungen) | Anmerkungen                            |
| Jahr | Titel Musiklabel                                                      | AU | Anmerkungen                            |
| ---- | --------------------------------------------------------------------- | --- | -------------------------------------- |
| 1994 | Dick Sandwich Eigenproduktion                                         | — |                                        |
| 1995 | Soughing up a Storm Belly of the Buddha Records                       | — |                                        |
| 1996 | Not So Tough Now Shagpile/Shock                                       | AU34 Gold · (1 Wo.)AU |                                        |
| 1997 | Once a Jolly Swagman Always a Jolly Swagman Liberation Records        | — |                                        |
| 1997 | Meet the Family Shagpile/Shock                                        | AU39 Gold · (4 Wo.)AU |                                        |
| 1999 | A Man’s Not a Camel Shagpile/Shock/Fat Wreck Chords                   | AU11 Gold · (9 Wo.)AU |                                        |
| 2000 | Shut Your Mouth Epic Records/Sony                                     | AU31 (2 Wo.)AU |                                        |
| 2003 | Sans Souci Fat/Shock                                                  | AU42 (2 Wo.)AU |                                        |
| 2004 | For the Times of Their Unnatural Lives HMPIFPFT Records/Epitaph/Shock | — |                                        |
| 2006 | Forever Malcolm Young Epitaph/Shock                                   | AU34 (1 Wo.)AU |                                        |
| 2011 | Smoko at the Pet Food Factory Epitaph/Shock                           | AU14 (2 Wo.)AU | Erstveröffentlichung: 28. Oktober 2011 |
| 2017 | Hi-Vis High Tea Fat Wreck Chords/Shock                                | AU9 (1 Wo.)AU | Erstveröffentlichung: 26. Mai 2017     |
| 2023 | The Cup of Pestilence Fat Wreck Chords/Shock                          | AU12 (1 Wo.)AU | Erstveröffentlichung: 28. April 2023   |

### Singles
| Jahr | Titel Album             | Höchstplatzierung, Gesamtwochen, AuszeichnungChartsChartplatzierungen (Jahr, Titel, Album, Platzierungen, Wochen, Auszeichnungen, Anmerkungen) | Anmerkungen |
| Jahr | Titel Album             | AU | Anmerkungen |
| ---- | ----------------------- | --- | ----------- |
| 1999 | You Are Not My Friend – | AU49 (1 Wo.)AU |             |

Weitere Singles
- 1993: SAE Demo (Demo)
- 1994: Sorry about the Ruse (MCD/7″)
- 1995: 4 Litres (7″)
- 1996: Parasite
- 1996: Punch in the Face
- 1997: Disappointment
- 1997: Hard Gore Yellow Dick (Split-7″ mit Greedy Guts, Frankreich)
- 1997: There’s Your Dad
- 1997: Mr. Charisma
- 1998: Mum Changed the Locks
- 1998: Some of My Best Friends Are Racist
- 1998: Strife (Japan)
- 1999: We’re Going Out Tonight
- 1999: Never Had So Much Fun
- 1999: I Miss My Lung
- 2000: War
- 2001: Nothing’s Wrong
- 2001: Coming Home
- 2003: Bucket Bong
- 2003: Punisher
- 2003: Russell Crowe’s Band
- 2003: The Unwanted Traveller (Split-7″ mit Fuzigish, Südafrika)
- 2004: Looking Good